# Сергий II (епископ Рязанский)
Епископ Сергий II — епископ Русской церкви, епископ Рязанский и Муромский (1517—1521)

## Биография
С 1509 года — архимандрит Спасо-Андрониева монастыря в Москве.
12 февраля 1517 года хиротонисан во епископа Рязанского и Муромского; хиротонию возглавил митрополит Варлаам.
При епископе Сергии в 1521 году Рязанское княжество теряет самостоятельность и присоединяется к Москве. В Рязань направляется наместник — знаменитый окольничий Хабар Симский. Последний рязанский князь Иван Иванович стоял за самостоятельность княжества, настраивая своих бояр против Москвы, и вступил в тайный сговор с крымским ханом Магмет-Гиреем.
Вызванный хитростью в Москву, Иван Иванович был взят под стражу. Позднее он бежал в Литву, где следы его теряются.
При нападении в 1521 году крымских татар, Хабар Симский собрал рязанских бояр к епископу Сергию и велел поклясться на кресте в верности великому князю Московскому.
Рязанскую кафедру возглавлял до 1521 года, но погребён не в Рязани. Точная дата смерти и мест захоронения неизвестны.